# Визвольна армія Белуджистану
Визвольна армія Белуджістану (бел. بلۏچستان آجوییء لشکر; скорочено BLA, ВАБ) — войовнича сепаратистська організація. Головною метою організації є становлення державного суверенітету Белуджістану. Визвольна Армія Белуджістану стала відома широкому загалу влітку 2000 року. Після низки нападів із застосуванням вибухових пристроїв в 2006 році, ВАБ була оголошена терористичною організацією Пакистаном, Сполученим Королівством та США.

## Підтримка повстанців Індією
Пакистан неодноразово звинувачував Індію в підтримці ВАБ. Так, у 2010 році прем'єр-міністр Пакистану Юсуф Реза Гілані офіційно заявив, що має на руках досьє, в якому йдеться про участь Індії в белуджистанському конфлікті, проте індійська влада спростувала цю заяву.
Потім Індію звинуватили в підтримці ВАБ через їх консульство в Афганістані. Британська розвідка поділяє думку пакистанців про те, що Нью-Делі таємно спонсує белуджистанських повстанців з метою чинити тиск на Пакистан.
У той же час деякі державні діячі вважають даний заколот — внутрішньою проблемою Пакистану, в якій не бере участь індійська влада.